# Sendero del río Eifonso
La senda del río Eifonso es una de las rutas del ayuntamiento de Vigo, perteneciente a Galicia, con más atractivo para los turistas. El río cuenta con 6 km de longitud, de los cuales 4,2 km han sido habilitados para senderismo. El tiempo estimado para realizar el sendero es de una hora y media, ya que solo hay un corto período de dificultad durante la subida.Este recorrido, que pasa por las parroquias de Bembrive, de Sárdoma y de Beade, atraviesa lugares de importancia etnográfica y zonas de indudable belleza natural como molinos y cascadas.

## Río Eifonso
El río Eifonso nace en el Monte das Lagoas a 450 m de altitud en la parroquia de Bembrive, cerca del Campus Universitario de Vigo. Se encuentra rodeado por los montes Pedra Cavaleira de 501m y por As Pereiras de 514m. Su recorrido de 6 km de longitud, empieza en la Parroquia de Bembrive, atravesando la de Beade y finalmente la de Sárdoma. En su flujo recoge las aguas de dos afluentes, el Mao y el Poncela, desembocando en el río Lagares.

## Sendero
El recorrido del río Eifonso empieza en el cruce del río y la Carretera de Bembrive, que une esta parroquia con la vecina Beade, concretamente en Mourelle. Es en este punto donde empieza la ruta, modificada en 2009 por la Entidad Local Menor de Bembrive y la Consellería do Medio Rural. Gracias a este proyecto, el sendero empezó a estar señalizado con paneles que van explicando información relevante sobre la flora, la fauna, los molinos del lugar y algunas pinceladas de su historia. Bien es cierto que la creación de este sendero ha modificado y devastado parte de la flora y de la fauna.
El sendero ocupa caminos anchos (1,10 metros) creados por los carros de bueyes que se utilizaban antiguamente para recoger el grano molido producido por los molinos, aunque también cuenta con pasadizos estrechos que se ven menguados por el curso del río y su flora salvaje. El recorrido cuenta con una fauna y una flora variada, con molinos antiguos de los siglos XVIII y XIX, pasando por la Capilla de San Cibrán y finalizando en las ruinas de un poblado medieval del siglo XVII llamado A Fraga.

## Naturaleza
El sendero del río Eifonso cuenta con una gran variedad de especies animales y vegetales autóctonas de Galicia. Además, han sido reemplazadas especies invasoras por árboles locales como robles y castaños. La ruta se encuentra en la actualidad perfectamente señalizada y cuenta con paneles informativos.

### Fauna
- Aves de paso. Algunas especies comienzan a aparecer a finales de verano y solo permanecen en el río Eifonso el tiempo que dura el paso migratorio.
  - Papamoscas cerrojillo cuyo nombre científico es Ficedula hypoleuca.
  - Herrerillo común. En gallego O ferreiriño azul y cuyo nombre científico es Cyanistes caeruleus. Este pequeño pájaro insectívoro, de plumas azules y amarillas, aparece en bosques caducifolios, alcornoques, parques e incluso en huertas con árboles de fruto.
  - Lúganos. En gallego os visitantes invernales y cuyo nombre científico es Carduelis spinus. Son aves emparentadas con jilgueros y verderolos comunes que se alimentan de semillas que extraen de las piñas.

- Mariposas. Están en declive a causa de la pérdida de la flora nativa.
  - La nacarada, conocida en gallego como Nacarada y cuyo nombre científico es Argynnis paphia. Es una de las mariposas más comunes en los prados gallegos.
  - La perlada castaña, conocida en gallego como A perlada castaña y cuyo nombre científico es Boloria selene.

- La rana patilarga. En gallego Ra patilonga y su nombre científico Rana Ibérica. Es una especie exclusiva de la península ibérica y habita en las riberas del río Eifonso. Cuando llueve asciende por la ladera y como tiene una coloración críptica se le confunde con las hojas secas.

- El caballito rojo. En gallego O gaiteiro vermello y cuyo nombre científico es Calopteryx haemorrhoides. Es una libélula que habita en el río Eifonso a causa de sus aguas permanentes, limpias y oxigenadas. Los machos resultan inconfundibles por el color cobreado o violeta de sus cuerpos.
- Macroinvertebrados.
  - Ninfas de odonato también conocidas como libélulas.
  - Ninfas de efémeras también conocidas como moscas de Mayo.
  - Tricópteros o moscas peludas.
  - Dípetos o moscas comunes.
  - Oligoquetos e hirudíneos, conocidos como sanguijuelas.

Gracias a la presencia de estas especies sensibles a la contaminación, se afirma que la calidad del agua del río Eifonso es aceptable.

### Flora
- Bosque de ribera. Se encuentran árboles resistentes a bajas concentraciones de oxígeno y de nutrientes como son los Sauces, los Aimeiros, los Freixos y los Bidueiros.
- Chopo negro. En gallego Choupo Negro y su nombre científico es Populus Nigra. Para poder sobrevivir necesita suelos húmedos pero con un nivel freático más bajo que otras especies de ribera. Los que crecen en el río Eifonso destacan por sus gran dimensión ya que llegan a tener grosores de 1 metro de diámetro.
- Laurel. En gallego Loureiro y su nombre científico es Laurus nobilis. En el litoral gallego esta especie crece en abundancia mezclada con robles y otras frondosas. Siempre están en los climas húmedos y templados.

Arbustos y trepadoras:
- Rosal silvestre. En gallego Roseira brava y su nombre científico es Rosa canina. Aparece en los bosques de frondosas poco densos y en los márgenes de los ríos. Es tan característica en Galicia, que se suele llamar comúnmente “silva macha” por su parecido con las hojas de la zarza.

- Sauce. En gallego Salgueiro y su nombre científico es Salix Atrocinerea. Se trata de un árbol de ribera que resiste bien a la escasez de agua en el verano, aunque en tierras húmedas o profundas puede llegar a los 12 metros de altura.

Plantas pequeñas:
- Lechetrezna. En gallego A leiteira y su nombre científico es Euphorbia amygdaloides. Florecen entre los meses de abril y agosto y pueden llegar a alcanzar 90 cm de altura. En el río Eifonso aparece una segunda especie que si se corta suelta una especie de líquido blanco tóxico.

- Salicaria. En gallego Salgueiriño y cuyo nombre científico es Lythrum salicaria. Es una planta común en ríos y regatos de Galicia y es conocida por tener fines medicinales.
- Oreja de gato. En gallego O manto invasor y su nombre científico es Tradescantia fluminensis. Es una planta invasora que avanza por la ribera del río Eifonso y que semeja a una alfombra verde.

- La cala. En gallego O corno y su nombre científico es Zantedeschia aethiopica. Es una especie exótica de África del Sur muy extendida como planta decorativa y cada vez más abundante en el río Eifonso.

- Valeriana. En gallego Valeriana y su nombre científico es Valeriana officinalis. Habita en los bosques húmedos y en los márgenes de los ríos, por lo que en las riberas del Río Eifonso es muy fácil verlas. Es una planta perenne que rebrota todas las primaveras a partir de sus rizomas, floreciendo entre abril y junio. Se caracterizan por desprender un aroma desagradable que atrae a los gatos y es conocida comúnmente como “hierba de gatos”.

- Helecho. En gallego O Fento Macho y su nombre científico Dryopteris affinis. Abundan en la ribera del río por la penumbra y la elevada humedad.

## Edificaciones
El sendero del Río Eifonso se abre camino entre el valle pasando por algún puente de piedra y abundantes molinos que datan del siglo XVIII y del XIX, seguido por la Capilla más famosa de Bembrive, La Capilla de San Cibrán y finalizando por las ruinas de A Fraga.

### Molinos
El sendero del río Eifonso cuenta con diversos molinos. Desde el inicio, la ruta desvela varios entre los cuales podemos destacar Muíño de Xeme, Muíño do Sorrego o Muíño da Pedrosa. En cada arquitectura se observa un pequeño poste en el que se indica breve información sobre el molino o la historia que existe sobre ellos. En el curso bajo del río, se encuentran algunos datados de los siglos XVIII y XIX.
- Muíño do Migueliño (anterior al 1742)
- Muíño do Outeiro (anterior al 1742)
- Muíño do Outeiriño (anterior al 1847)
- Muíño de Azevedo
- Muíño de Dornelas
- Muíño do Matías
- Muíño da Portela

A unos 50 metros del puente que cruza el río Eifonso, está señalizado el inicio del sendero, que permite ver sus molinos y pequeños saltos de agua. Hace unos años se rehabilitó uno de los molinos, el llamado “Muíño do Sorrego”. Al llegar a él podremos ver en la orilla izquierda los antiguos canales que utilizaban el agua del río para poner en marcha esta serie de molinos. Se puede observar un puente que conecta una orilla con la otra pasando por encima del regato. (A. C, J, 2013) Más adelante aparece otro molino llamado o Muíño da Pedrosa que se puede alcanzar cruzando un puente de madera. Continuando por la senda está la garganta de “O Buraco”, de gran atractivo natural ya que en ella se encuentra la cascada de Bouzafría. (A. C, J, 2013) Para concluir, siguiendo el sendero aparece un último puente que permite a los visitantes llegar hasta la capilla de San Cibrán.

### Capilla de San Cibrán
El sendero del río Eifonso discurre por una de las capillas más tradicionales de las parroquias de Bembrive y Beade, la Capilla de San Cibrán. La iglesia fue remodelada en la década de los 60 y actualmente está acondicionada con mesas y un palco para diferentes actos. Se encuentra debajo de la carballeira de Os Ramallos, donde el tercer domingo de septiembre tiene lugar una de las romerías con más tradición de Vigo, en honor a San Cipriano y San Cornelio. En agosto se celebra también la Romería da Virxe da Ascensión.
En sus alrededores se localiza la Fontiña de San Cibrán, conocida como Fonte dos Ramallos, la cual fue remodelada en el año 1989. Y en el final de este camino se encuentran las ruinas del pueblo medieval de A Fraga.
En el 2016 la capilla pasó a formar parte del Parque Botánico Arco da Vella, denominado de esta forma por los siete colores del arco iris que identifican cada tema relacionado con la naturaleza y patrimonio. El parque aprovecha un tramo del Sendero Eifonso que va desde la Fervenza de Bouza Fría hasta la capilla de Os Ramallos, el lugar inicial y puerta de entrada al parque.

### A Fraga
En el final de este camino se encuentran las ruinas del pueblo medieval de A Fraga. Está compuesta por una colección de varias construcciones y terrazas agrícolas, conocidos anteriormente como "Bene vivere", donde hay evidencia de que existió en 1665. Más adelante se encuentra la capilla de San Cibrán tras pasar una serie de cruces de caminos. Justo en este lugar se pueden encontrar los restos de antiguos poblados de orígenes inciertos pero que hoy en día son denominados vulgarmente como Casas da Fraga. Muy probablemente los aldeanos de dicho poblado se tuvieron que trasladar a zonas más bajas como las villas de Mosteiro y Beade, es decir, terrenos más apropiados para la agricultura y donde abundaban los pastos por no mencionar las facilidades de comunicación con los pueblos vecinos.